# Escudo de Eritrea
El escudo de armas de Eritrea fue adoptado el 24 de mayo de 1993, fecha en que el país se declaró independiente de Etiopía.
Se trata de un emblema circular, más que un escudo heráldico, con la representación de un dromedario en colores naturales rodeado por una guirnalda de hojas de olivo. En la parte inferior hay una cinta con el nombre oficial del estado, en los idiomas oficiales - inglés en el centro, tigriña a la izquierda y árabe a la derecha.

## Escudos históricos
En la época en que Eritrea fue una colonia italiana, en 1919 adoptó un escudo heráldico cortado. En la partición superior, de plata, tenía un león pasante de gules cargado de una estrella de cinco puntas sobre el pecho, mientras que en la partición inferior había una faja ondulada de azur y plata. Durante el régimen fascista italiano, cuando Eritrea pasó a formar parte del África Oriental Italiana (1936-1941), se añadió un jefe de gules cargado con el haz y los laureles. Durante la administración británica posterior a la guerra, se volvió a adoptar el escudo originario hasta 1952, en que Eritrea se federó con Etiopía y se dejaron de lado los hábitos heráldicos europeos.
Durante el período de la federación (1952-1962), el territorio autónomo de Eritrea estaba representado por un emblema que consistía en una rama de olivo puesta en palo rodeada por una guirnalda también de olivo, todo de sinople. Este símbolo es el mismo que aparece, en amarillo, a la actual bandera eritrea. A raíz de la anexión en Etiopía y hasta la declaración de independencia, Eritrea dejó de tener un símbolo propio y se vio obligada a usar el león imperial etíope.

Escudo de armas del Imperio Otomano desde 1846 hasta 1882
Escudo de armas del Imperio Otomano del 17 de abril al 5 de julio de 1882
Escudo de armas del Eyalato de Egipto desde 1854 hasta 1867
Escudo de armas del Jedivato de Egipto de 1867 a 1882
Escudo de armas del Reino de Italia de 1882 a 1890
Escudo de armas del Reino de Italia desde 1890 hasta 1929
Escudo de armas del Reino de Italia de 1929 a 1941
Escudo de armas de la colonia italiana de Eritrea (1919 - 1936)
Escudo de armas del África Oriental Italiana de 1938 a 1941
Escudo de armas de la colonial y provincial Eritrea (1936 – 1941)
Escudo de armas del Reino Unido de 1941 a 1952
Escudo de armas del Reino de Egipto de 1941 a 1952
Emblema del Sudán Anglo-Egipcio de 1941 a 1952
Escudo de armas de la Administración Británica de Eritrea (1941 – 1952)
Escudo de armas del Imperio Etíope (bajo el Gobierno de Haile Selassie) de 1952 a 1975
El emblema de Eritrea durante la anexión etíope desde 1952 hasta 1962.
Emblema del Gobierno Militar Provisional de Etiopía Socialista de 1975 a 1987
Emblema de la República Democrática Popular de Etiopía de 1987 a 1991
Emblema del Gobierno de Transición de Etiopía de 1991 a 1993